# Marrakech (ferry)
Pour la ville, voir Marrakech.
Le Marrakech est un ferry construit en 1986 par les Chantiers de l’Atlantique de Saint-Nazaire pour la Comanav. Il est lancé le 23 novembre 1985 et est mis en service le 21 mai 1986 entre Tanger et Sète. En janvier 2013, il est détenu à Sète à la suite de la faillite de la Comanav, dont le Bni Nsar est également détenu dans le même port. En avril 2014, il est vendu aux enchères à la société Prodomo de Casablanca  et retourne à Casablanca, quitte le port le 14 mai suivant.

## Historique
Le Marrakech a été construit en 1986 aux Chantiers de l’Atlantique pour la Comanav.
« Navire amiral » de la compagnie, c’est à son bord que le roi du Maroc Hassan II effectue ses voyages.
Le 23 septembre 1997, il heurte le Banasa à Tanger.
En janvier 2013, il est saisi à Sète en compagnie du Biladi et du Bni Nsar à la suite de la faillite de la Comanav et de sa société mère, Comarit,.
Le 7 avril 2014, il est vendu aux enchères à la société Prodomo de Casablanca pour 1 240 000 €, et quitte le port le 14 mai suivant et se rend à Casablanca, où il est actuellement désarmé.

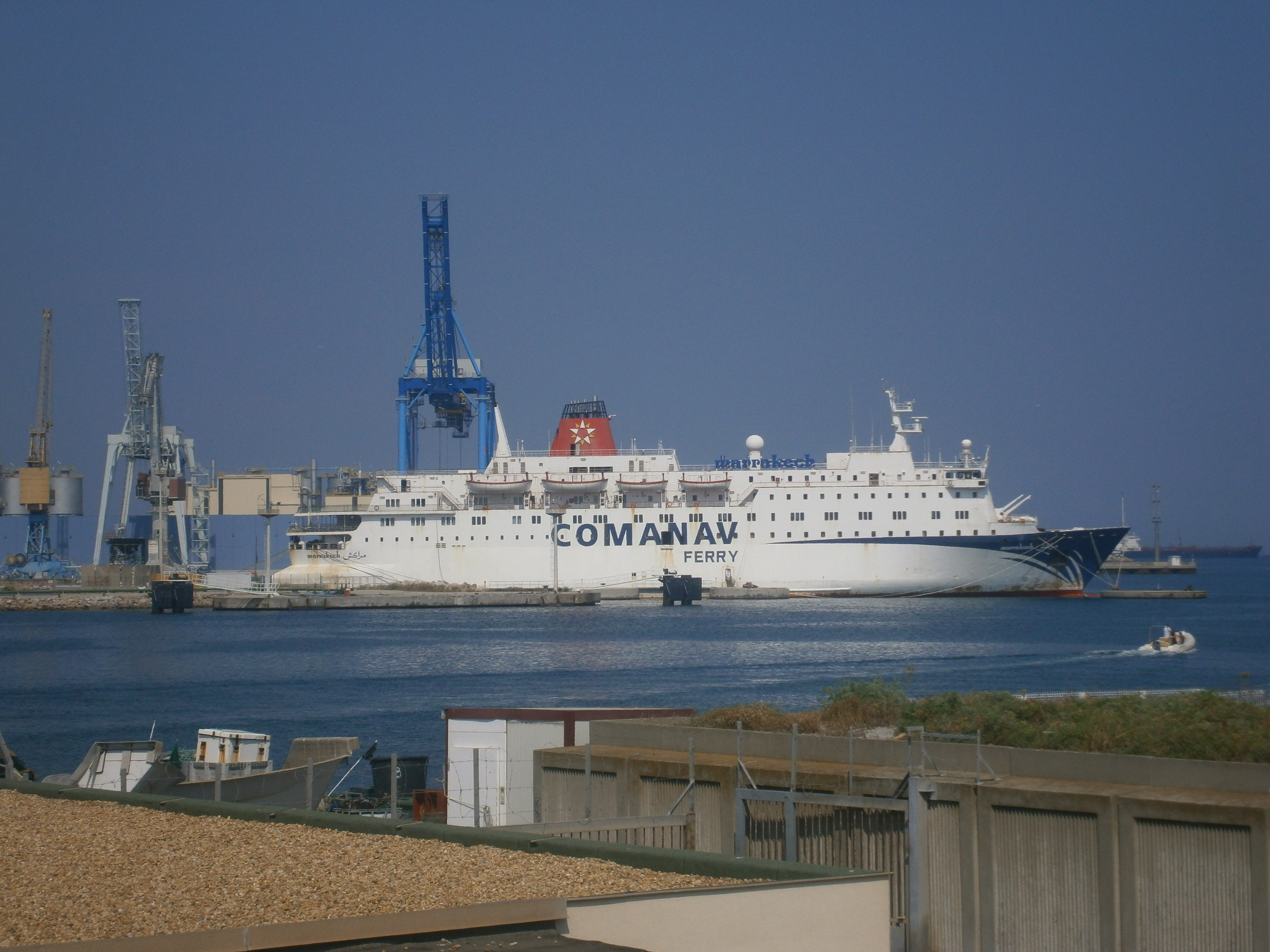
Le Marrakech détenu à Sète en juillet 2013.
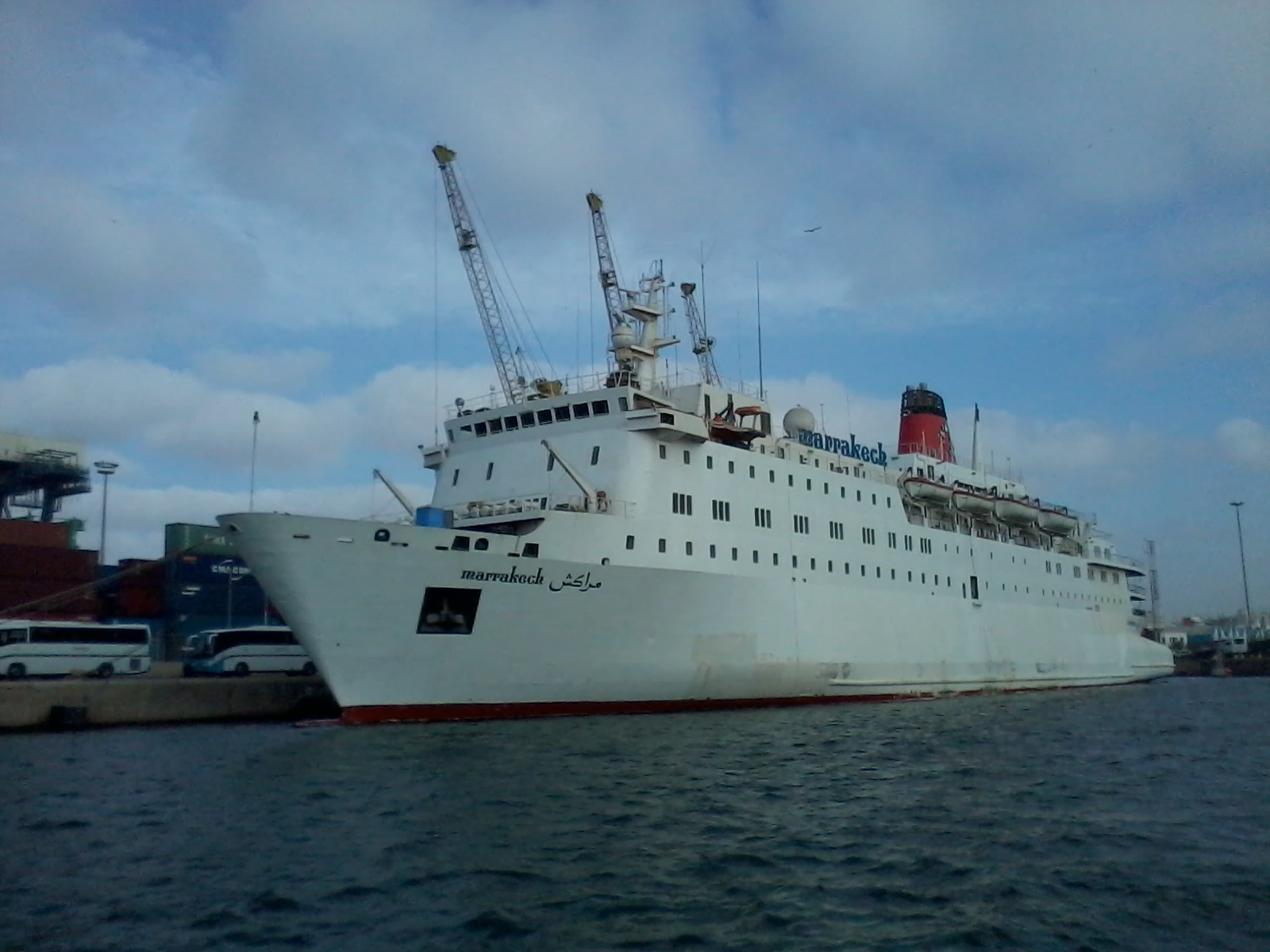
Le Marrakech à Casablanca en avril 2017.